# Lej Mały
Lej Mały – geologiczny twór przyrody, w południowo-zachodniej Polsce w Sudetach Wschodnich, w Masywie Śnieżnika.
Lej Mały, położony jest w Sudetach Wschodnich, na terenie Śnieżnickiego Parku Krajobrazowego w środkowo-wschodniej części Masywu Śnieżnika, około 2,1 km, na północny wschód od Śnieżnika. Po południowej stronie od wzniesienia Płaczka.

## Charakterystyka
Słabo wykształcona nisza niwalna w kształcie leja, wcinająca się w północno- wschodnie zbocze Śnieżnika, zwanym "Czarci Gon", zbudowane z gnejsowych skał, metamorfiku Lądka i Śnieżnika. Oś leja rozciąga się na kierunku NE-SW. Lej stanowi naturalne obniżenie zbocza, powstałe w okresie ostatniego zlodowacenia i wyrzeźbiona przez schodzące w zimie lawiny. W obecnym okresie lawiny nie są aktywne.
Stoki leja porośnięte są rzadkim dolnoreglowym lasem świerkowym z domieszką buka, jodły, sosny. Las w latach 80. XX w. podczas klęski ekologicznej został częściowo zniszczony. Lejem płynie bezimienny górski potok dopływ Kamienicy, którego źródła położone są  poniżej szczytu Śnieżnika, w południowej części wschodniego zbocza zwanym "Czarci Gon"na wysokości 1000 m n.p.m.

## Inne
Na południowym stoku leja na wysokości ok. 850 m n.p.m. znajdują się pozostałości po wyrobiskach poszukiwawczych należących do sztolni „Śnieżnik”. W latach 60. XX wieku prowadzono prace poszukiwawcze uranu.

## Ciekawostki
- W wodzie wypływającej z wyrobiska sztolni Śnieżnik w Leju Małym stwierdzono najwyższą w Polsce zawartość radonu w wodzie, wynoszącą ok. 3 tys. Bq(Bekereli).
- W związku z wykonaniem w latach 1961–1964 uranometrycznego, aluwialnego zdjęcia Sudetów i wykrycia w rejonie Leja Małego wyraźnej i rozległej anomalii, rejon Leja stał się obszarem intensywnych prac geologiczno-górniczych i poszukiwawczych rud uranu[2].